# Anto Valenta
Anto Valenta (Dolac, 28. siječnja 1937. – Nova Bila, 29. lipnja 2013.), hrvatski političar iz Bosne i Hercegovine, jedan od tvoraca Hrvatske zajednice Herceg-Bosne i prvi dopredsjednik HVO HZ HB i parlamentarni zastupnik u BiH. Valenta je bio diplomirani inženjer kemije.

## Životopis
Anto Valenta rođen je u Docu kod Travnika, oca je izgubio u bleiburškoj tragediji. U Travniku je završio osnovnu i srednju školu, a u Zagrebu Tehnološki fakultet, gdje je bio i aktivni sudionik studentskih nemira. Bio je oženjen, otac dvojice sinova. Kao profesor je radio u viteškoj Srednjoj školi. U Vitezu je proveo veći dio svog života.
Jedan od osnivača HDZ-a u Vitezu i u drugim mjestima središnje Bosne. Od 1991. do 1993. obnašao je dužnost predsjednika Općinske organizacije HDZ-a u Vitezu.
Sudjelovao na osnivanju Hrvatske zajednice Herceg-Bosne i jedan od potpisnika stvaranja. Bio je prvi dopredsjednik HVO-a HZ HB. Poslije obnašao dužnost zastupnika u parlamentarnim tijelima, u Saboru HR HB i u Skupštini BiH. Ratnih godina bio u hrvatskom izaslanstvu na pregovorima u Ženevi u svezi s unutarnjim ustrojstvom BiH (Vance-Owenov plan i Owen-Stoltenbergov plan 1993. godine). U HVO-u je nosio čin pukovnika.
Bio je državni savjetnik za izbjeglice u BiH. Vođa hrvatskog izaslanstva u Federalnoj komisiji za međuentitetsku crtu razgraničenja i u središnjoj državnoj komisiji za identifikaciju i obilježavanje državne granice BiH.
Napisao više stručnih knjiga (Fizika eksplozivnih materija...) i mnoge školske skripte iz područja kemijske tehnologije. 1991. godine napisao je knjigu Podjela Bosne i borba za cjelovitost gdje je predložio humano preseljenje stanovništva radi sprječavanja međusobnog rata stanovnika BiH i čime bi se očuvala država BiH. Knjiga je doživjela dva izdanja (Sarajevo i Omiš). Napisao je i knjigu Srcem i razumom koja govori o predratnim i ratnim događanjima u srednjoj Bosni u razdoblju 1990. – 1993. godine. Napisao je povijesnu knjigu Dvadeset godina HDZ-a u Vitezu.
Preminuo je nakon duže bolesti 29. lipnja 2013. godine u novobiljanskoj bolnici. Pokopan 2. srpnja 2013. godine u Vitezu na groblju Kruščica.

## Odlikovanja
Nositelj odličja Reda Ante Starčevića i Domovinske zahvalnosti.